# Johannes Ollén
Johannes Olof Ollén, född 11 mars 1887 i Solna församling i Stockholms län, död 4 augusti 1969 i Högalids församling i Stockholm, var en svensk journalist vid Svenska Morgonbladet.
Ollén var medarbetare i det av fadern grundade Svenska Morgonbladet 1904–1906 och arbetade sedan några år på andra tidningar, först Lysekilsposten 1907 och därefter Dala-Bladet 1908–1909. Efter återkomsten till Svenska Morgonbladet 1909 var han först medarbetare och från 1914 redaktionssekreterare innan han 1937 tillträdde som redaktionschef och ansvarig utgivare.
Johannes Ollén var son till tidningsmannen Per Ollén och Nella Dahlborg samt bror till Natanael Petrus Ollén, Jonatan Ollén och David Ollén. Han gifte sig 1912 med Lydia Lindgren (1885–1982). De fick två barn: litteraturvetaren  Gunnar Ollén (1913–2014) och Gertrud (1916–1999), gift med tandläkaren F. Sjöberg och sedan med greve Oscar Bernadotte. Makarna Ollén är begravda på Norra begravningsplatsen utanför Stockholm.